# Saint-Contest
Saint-Contest – miejscowość i gmina we Francji, w regionie Normandia, w departamencie Calvados.
Według danych na rok 1990 gminę zamieszkiwało 1541 osób, a gęstość zaludnienia wynosiła 191 osób/km² (wśród 1815 gmin Dolnej Normandii Saint-Contest plasuje się na 144. miejscu pod względem liczby ludności, natomiast pod względem powierzchni na miejscu 644.).